# Астанінські заплави
Аста́нінські пла́вні, також Ойсу́льські пла́вні  — орнітологічний заказник республіканського значення, розташований в АР Крим. Створений згідно з Постановою Кабінету міністрів УРСР № 500 від 28 жовтня 1974 року на основі пам'ятки природи, оголошеної 1947 року.

## Загальні відомості
Землекористувачем всієї території у північній частині Керченського півострова є Ленінська районна державна адміністрація. На теренах заказника розміщені селища Останіне і Пісочне (1,5 км від узбережжя Казантипської затоки Азовського моря), виноградники (розміщені південніше та на південний-схід), насадження білих акацій і сосен (на північному сході). Астанінські плавні та річка Самарлі відомі Лікувальними грязями, мінеральними водами, широкими піщаними пляжами.
Площа заказника — 600 га. Згідно з класифікацією Міжнародного союзу охорони природи відноситься до IV категорії — територія збереження виду/місцеперебування, де дозволяється активне використання при умові збереження місцеперебування певного виду.

## Розташування
На Керченському півострові однією з основних водяних артерій є річка Самарлі завдовжки 50 км, що бере початок у центральній частині півострова біля селища Фонтан і тече у північному напрямку. У середній течії річки біля селища Ленінське 1972 року було створено Ленінське водосховище об'ємом 7,7 млн м³, яке переважно заповнюється водою з Північно-Кримського каналу. Далі за течією у природній котловині створено Самарлінське водосховище об'ємом 9,0 млн м³, що також заповнюється водою з каналу. Одночасно за селищем Ленінське річище Самарлі випрямили на ділянці довжиною 3,9 км, використовуючи у вигляді водовідвідного колектора дренажної води з площі 487 га полів штучного зрошення. Природно річка Самарлі є пересихаючою і заводнюється весною при таненні снігу і після сильних злив. У нижній течії Самарлі проходить по заболоченій місцевості і губиться у плавнях безстічного Астанінського водосховища. Північніше від нього розміщене безстічне солоне Актаське озеро і далі на мисі Казантип Казантипський природний заповідник, створений для степових природних комплексів. Вже на початку 2000-х років порушувалося питання розширення Казантипського заповідника з включенням до нього заказників «Астанінські плавні», «Караларський степ», Актаського озера, прилеглої акваторії Азовського моря.

## Характеристика
Підтоплені плавні вкривають важкопрохідні зарослі очерету, серед яких існують ділянки вільної води. Вони створюють сприятливі умови для гніздування осілих у Криму водоплавних птахів та сезонного відпочинку перелітних видів пернатих. Для орнітологічного заказника найважливішим є те, що у другій половині березня до плавнів прилітає до 300 червоних качок-огарів, котрі у квітні відкладають 8-12 яєць у потаємних місцях, норах тварин. Харчуються рослинною їжею та їжею тваринного походження. На час вирощування молодого покоління огари стають дуже агресивними. Молоді птахи з кладок до кінця червня — початку липня стають на крила і на межі жовтня-листопаду огари відлітають на зимівлю. У виданнях 1994, 2009 років вони були занесені до Червоної книги України зі статусом вразливого виду. Це єдине місце гніздування огарів на теренах України, окрім напіввільної популяції у Біосферному заповіднику «Асканія-Нова», де утримують 120—200 пар.
Під час сезонних міграцій у плавнях стрічається сірий журавель, який полюбляє важкодоступні заболочені місцини. Занесений до Червоної книги України (1994, 2009). Окрім цього виду стрічається журавель степовий, також занесений до Червоної книги України зі статусом зникаючого виду (1994, 2009). На озері доволі чисельні лебеді-шипуни, які полюбляють гніздитись у очеретах поряд озер з водяною рослинністю.
У період пересихання русла річки надзвичайно збільшується чисельність комарів, чиї личинки служать кормом як для птахів, так і для болотяних черепах. Орнітологічний заказник є одним з екологічно найчистіших місць Східного узбережжя Кримського півострову.